# Eubenberg
Eubenberg ist ein Weiler des Ortsteils Cossengrün/Hohndorf/Schönbach der Stadt Greiz im Landkreis Greiz in Thüringen. Bis 2012 gehörte er zum Ortsteil Arnsgrün der Gemeinde Vogtländisches Oberland.

## Lage
Die Flur Eubenberg umfasst 154 ha und erstreckt sich auf dem Höhenrücken zwischen Triebitz- und Lohbach. Sie umfasst neben dem Hauptort noch den Weiler Kesselmühle.
Eubenberg liegt zwischen den Orten Schönbach im Südosten, Leiningen im Norden, Arnsgrün im Südwesten und Büna im Westen. Der Ort ist über die L 2342 (Bernsgrün – Landesgrenze) zu erreichen, die im Triebitzbachtal vorbeiführt.

## Geschichte
30 Einwohner wohnen im Weiler, der am 17. März 1372 als „Ybinberg“ erstmals urkundlich erwähnt wurde. Seit dem 17. Jahrhundert ist im Volksmund der Name „Neieberg“ üblich, was auf die Bezeichnung „Neuberg“ in Fröbersgrüner Kirchenbüchern zurückzuführen ist. Eubenberg  hatte im Jahr 1864 12 Häuser, in denen 77 Menschen wohnten. Am 1. Juli 1950 wurde Eubenberg nach Arnsgrün eingemeindet. Diese Gemeinde ging 1999 im Vogtländischen Oberland auf. Am 31. Dezember 2012 wurde der Weiler aus Arnsgrün wieder ausgegliedert und in die Stadt Greiz eingemeindet. Dies geschah entgegen den früheren Kreisgrenzen, damit die südlicheren Orte Schönbach und Cossengrün keine Exklaven der Stadt Greiz in Sachsen wurden.